# Gears
Gears (voorheen: Google Gears) was opensourcesoftware van Google die het mogelijk maakte om offline diensten te gebruiken die normaal gesproken zonder internetverbinding niet te gebruiken zijn. De installatie bevat een databasemotor op de computer die gebaseerd is op SQLite, om lokaal de gegevens te bewaren. Webpagina's die Gears ondersteunden gebruikten deze lokaal opgeslagen data eerder dan die online staat. Dus door het gebruiken van Gears kan een webapplicatie periodiek de lokaal opgeslagen data synchroniseren met die online staat dan traditioneel van online naar offline bij zulke diensten. Dit houdt in dat wanneer een netwerkverbinding niet gelegd kan worden, de synchronisatie wordt uitgesteld tot de computer weer verbinding kan leggen. Gears maakte het dus mogelijk om applicaties te laten werken zonder verbinding, waar dat anders niet mogelijk is.
Gears was opensourcesoftware en viel onder de BSD-licentie.

## Overzicht
Gears installeerde een extensie in de browser die een JavaScript-API toevoegt. Dit maakt het mogelijk voor de browserscripts lokale opslag te lezen en te schrijven. Deze extensie vereiste Firefox, Internet Explorer of Google Chrome en werkte op de besturingssystemen Windows, Mac OS X en Linux. Daarnaast is er voor ontwikkelaars een extensie vrijgegeven voor Safari.
Onder meer Gmail, Google Reader en Google Docs waren applicaties van Google die werden ondersteund door Gears. Andere webapplicaties zoals Remember the Milk en Wordpress ondersteunden Gears ook. De overgang van online- naar offlinemodus en omgekeerd moest handmatig gebeuren door de verschillen in de data bij Google Reader. Vreemd genoeg hebben webapplicaties, zoals Remember the Milk, minder moeite met de overgang van offline naar online en omgekeerd.

## Geschiedenis
Een ontwikkelaar maakte een versie van Gears voor Google Reader in de door Google aangewezen tijd dat medewerkers aan hun eigen projecten mogen werken.

## Einde
Sinds maart 2011 is Google de ontwikkeling van Gears gestopt. Dit omdat de geplande HTML-standaard HTML5 de functionaliteit van Gears ook aanbiedt.

## Componenten
De belangrijkste API-componenten van Gears waren:
- Een lokale server die cachet en applicatiemiddelen beschikbaar stelt (HTML, JavaScript, afbeeldingen, etc).[7]
- Een database (gebaseerd op SQLite) die data offline bewaart.[8]
- Een 'worker thread pool' die de data synchroniseert op de achtergrond.[9]

## Gears-ondersteuning
De volgende applicaties ondersteunden Gears:
- Wordpress 2.6
- Opera 9.5[10]
- Google Reader
- MySpace
- Remember the Milk
- Zoho Writer
- PassPack
- MindMeister
- Tiny Tiny RSS
- Google Chrome
- Google Agenda
- Google Mail

Daarnaast kon een script, gefabriceerd met Greasemonkey, ervoor zorgen dat ook andere websites Gears ondersteunden.